# Indiferență
Indiferență este un film românesc din 2011 regizat de Erich Nussbaum.